# Juan de Figueroa Villalobos
Juan de Figueroa  Villalobos o bien Juan de Figueroa o Juan de Figueroa y Villalobos (Cáceres, 1523 – ?), fue un conquistador español que participó en la conquista de Chile. 

## Biografía
Juan de Figueroa y Villalobos, de ascendencia hidalga, fue un conquistador español que nació en la ciudad extremeña de Cáceres en 1523, en pura efervescencia de la conquista americana cuando comenzaban a descubrirse los grandes Imperios americanos y los españoles acudían en masa al llamado explorador del Nuevo Mundo. Juan de Figueroa y Villalobos había nacido en un hogar distinguido . 
Como prototipo de su tiempo, buscando emociones y aventuras se incorporaba a la conquista americana y llegaba a Chile con Alonso de Monroy en 1543, y después de participar en varias acciones batalladoras, como premio a sus servicios castrenses en el territorio chileno, le concedían unas encomiendas en las nuevas ciudades chilenas de Valdivia y de Osorno; Después de algunos años de servicio, dejó definitivamente la milicia y en estas dos ciudades sería varias veces regidor y alcalde, y todavía vivía en Valdivia en 1589. Había casado con  Inés de Mendoza, hija del general Álvaro de Mendoza, quien era natural de Mérida (Badajoz).

## Guerras civiles peruanas
Las apetencias hegemónicas de algunos caudillos, peligrosamente habían incitado a la violencia a los conquistadores que poblaban el territorio peruano, y almagristas y pizarristas se enfrentaban desaforadamente para ganar la apuesta hegemónica y el dominio del territorio. Desaparecidos los dos Almagro y Francisco Pizarro, su hermano Gonzalo se convierte en el hombre fuerte del territorio peruano y caprichosamente enseñorea el mando de la colonia española, desafiando abiertamente al Poder Real, y obviando acatar el cumplimiento de las Leyes Nuevas. 
Para el control más eficaz de la colonia, en 1542, Carlos I creaba el Virreinato del Perú nombraba primer virrey a Blasco Núñez de Vela, para suceder en la dirigencia de Perú al gobernador Cristóbal Vaca de Castro. Núñez Vela llegaba con la imperativa disposición de hacer cumplir las Leyes Nuevas, que suprimían las encomiendas hereditarias, pero los encomenderos, españoles acaudillados por Gonzalo Pizarro, se rebelaron y se enfrentaron al ejército del virrey.
Ante el peligro que representaban estos sucesos y los graves disturbios que motivaron sus consecuencias, el Poder Real tomó cartas en el asunto para atajarlo y mandó llamar a Perú fuerzas de otras regiones que no estuvieran salpicadas por el influjo emocional o partidista que existía entre almagristas y pizarristas. En 1546, Juan de Figueroa dejaba la milicia chilena temporalmente y pasaba a Perú para integrase en las fuerzas reales que combatían contra Gonzalo Pizarro, ya que este declarado abiertamente en rebeldía, el 18 de enero de 1546, se enfrentaba con el ejército real, y Gonzalo vencedor en la batalla de Añaquito, además de tomar crudas represalias contra los prisioneros, arbitrariamente mandó degollar al primer virrey del Perú, Blasco Núñez Vela. 

## Sigue la disputa peruana
El dominio de Gonzalo representaba una seria amenaza para el desarrollo de la colonización y el Poder Real buscaba desbaratar el abuso y la peligrosa influencia pizarrista. El capitán Diego Centeno, leal a la Corona, intentando restablecer la normalidad y restituir el mando absoluto del Poder Real, deseaba desbaratar las fuerzas de Gonzalo, pero el 20 de octubre de 1547, en la batalla de Huarina (cerca del lago Titicaca), las fuerzas reales eran derrotadas y Gonzalo Pizarro quedaba como dueño despótico del territorio. 
En esta batalla, participó Juan de Figueroa y Villalobos, quien caía prisionero de la tropa de Gonzalo Pizarro, pero a los pocos días logró huir y volvía a reintegrarse en los batallones reales. La Corona seriamente tomaba cartas en el asunto y para acabar con la rebeldía de Gonzalo, el clérigo Pedro de la Gasca llegaba a Perú como Presidente de la Real Audiencia y pacificador del territorio peruano. El clérigo reuniría un gran ejército y el 9 de abril de 1548, en la batalla de Jaquijaguana, Gonzalo Pizarro era derrotado y ajusticiado. En esta batalla además de tomar parte Juan de Figueroa y Villalobos también intervenía Pedro de Valdivia.

## La conquista chilena
Después de este acontecimiento, Juan de Figueroa volvía a Chile y se reintegraba a las fuerzas de Valdivia para combatir a los indios del Arauco y participar en la conquista del territorio. Posteriormente, y a las órdenes de Francisco de Villagra, y desde el fuerte provisional que levantaron los españoles, participó en la exploración de la comarca de Concepción, colaborando decididamente en la conquista y pacificación del territorio, donde después de repetidos ataques de los indios, al fin lograban fundar la ciudad de Concepción.
Vecino y encomendero de Valdivia y Osorno desde la fundación de esas dos ciudades, ejerció en la última el cargo de oficial de la Real Hacienda y regidor del Cabildo en los años 1560, 1564 y 1571. Tuvo 8 hijos y algunos de ellos generales, quienes perpetuaron el apellido Figueroa en Chile y Argentina.